# Ангелы у кромки поля (фильм, 1994)
«Ангелы у кромки поля» (англ. Angels in the Outfield) — художественный фильм, ремейк одноимённого фильма 1951 года. Фильм можно смотреть детям любого возраста.

## Сюжет
Главный герой фильма — мальчик-подросток. У него не очень счастливая жизнь — его отца могут посадить в тюрьму. Об этом, собственно, мальчику сообщил сам его отец в их последнюю встречу. После этого папа сел на свой мотоцикл, и с тех пор мальчик его не видел.
В ту же последнюю встречу сын спросил отца о своей заветной мечте — когда они смогут жить дружной семьёй? Отец полушутливо-полусерьёзно ответил — когда выиграют твои «Ангелы». «Ангелы» — это бейсбольная команда, за которую болел мальчик. Слова отца запали парню в душу и он решил «сделать» «Ангелов» чемпионами.
Мальчик начинает постоянно молиться о том, чтобы команда, за которую он болеет, стала чемпионами. И его мольбы были услышаны — на землю спускается ангел, который должен помочь исполнению мечты мальчика. Но сделать совсем не просто — игроки команды «Ангелы» ленивы, их тренер очень тяжёл на подъём, и к тому же их команде просто не везёт.

## В ролях
- Дэнни Гловер — тренер «Ангелов»
- Кристофер Ллойд — ангел с неба
- Тони Данца
- Бренда Фрикер
- Бен Джонсон
- Джозеф Гордон-Левитт
- Джей Сэндерс
- Тэйлор Негрон
- Милтон Дэвис младший
- Тони Лонго
- Нил Макдонаф
- Стоуни Джексон
- Мэттью Макконахи
- Эдриен Броуди
- Тим Конлон
- Дермот Малруни